# Cestrum strictum
Cestrum strictum är en potatisväxtart som beskrevs av Heinrich Wilhelm Schott och Sendt. Cestrum strictum ingår i släktet Cestrum och familjen potatisväxter. Inga underarter finns listade i Catalogue of Life.